# Boggbodskärlok
Boggbodskärlok är en sjö i Älvdalens kommun i Dalarna och ingår i Dalälvens huvudavrinningsområde. Sjön har en area på 0,136 kvadratkilometer och ligger 517,4 meter över havet.

## Delavrinningsområde
Boggbodskärlok ingår i det delavrinningsområde (677655-137746) som SMHI kallar för Utloppet av Boggbodskärlok. Medelhöjden är 519 meter över havet och ytan är 0,34 kvadratkilometer. Det finns inga avrinningsområden uppströms utan avrinningsområdet är högsta punkten. Vattendraget som avvattnar avrinningsområdet har biflödesordning 4, vilket innebär att vattnet flödar genom totalt 4 vattendrag innan det når havet efter 415 kilometer. Avrinningsområdet består mestadels av skog (60 procent). Avrinningsområdet har 0,14 kvadratkilometer vattenytor vilket ger det en sjöprocent på 39,9 procent.